# 광견병

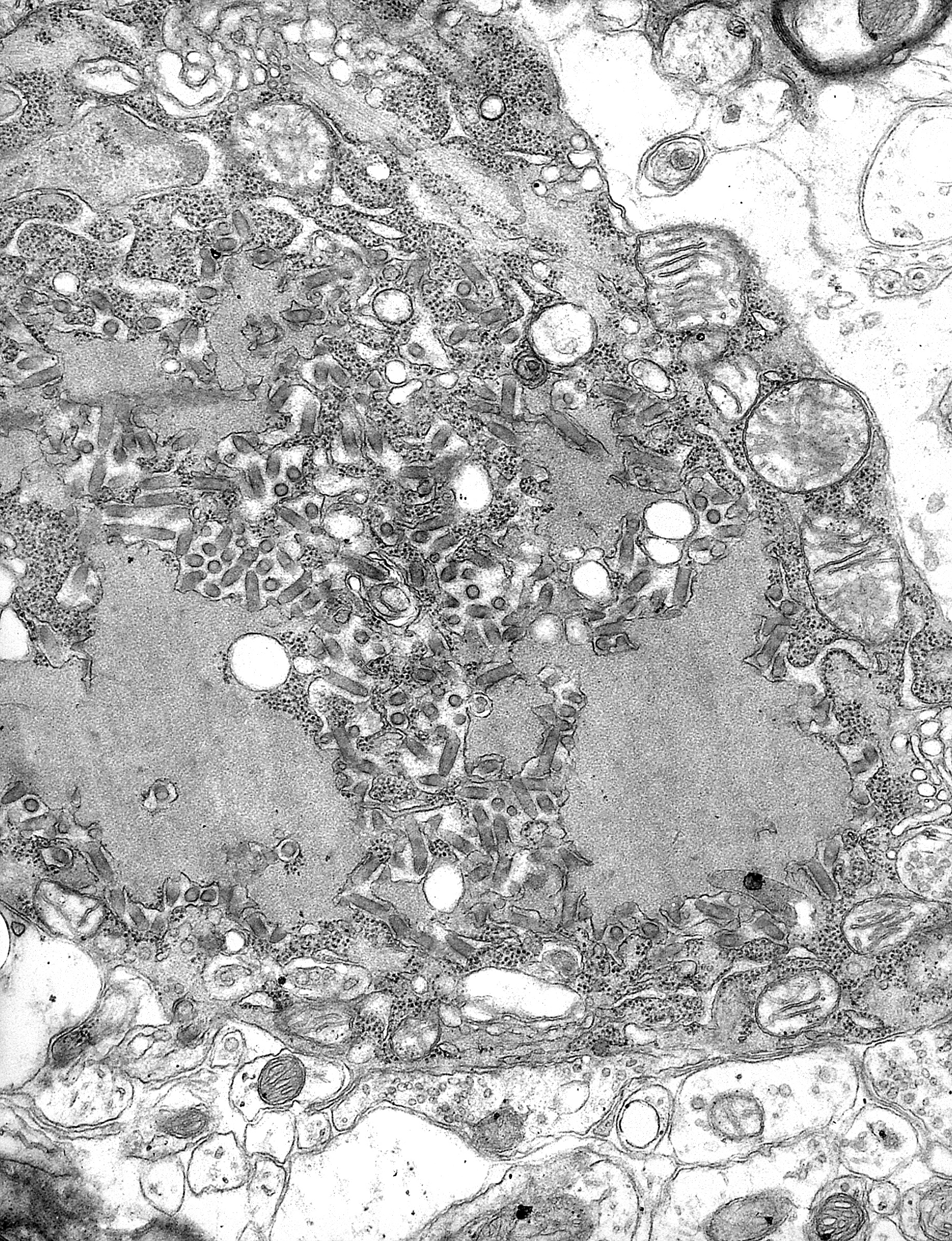
광견병 바이러스의 전자 현미경 사진. 작은 짙은 회색의 막대모양 입자들이 광견병 바이러스이다. 네그리소체(신경세포에 생긴 광견병 특유의 원형 바이러스 집합체)가 함께 보인다. 미국 질병통제센터(CDC), 1975년.

광견병(狂犬病, 영어: Rabies)은 바이러스성 인수공통감염병이며, 급성 뇌질환을 일으킨다. 한 번 발병하면 거의 사망에 이르는 치명적인 질병이다. 사람을 포함한 대부분의 포유류에게서 나타난다. 물 등을 두려워하게 되는 특징 때문에 공수병(恐水病, 영어: Hydrophobia)으로도 불리며, 물뿐만 아니라 소리와 바람도 환자의 감각 기관에 자극을 주고 경련 등을 일으킬 수 있다.
미국 질병통제예방센터(CDC)가 대한민국의 제약회사인 셀트리온과 함께 광견병 치료 항체를 개발하고 있다.

## 감염 경로
타액과 피로 전염되는 인수공통 질병으로서 주로 병에 감염된 개나 고양이 등에 물리게 되면 발병하며, 심지어는 너구리, 여우, 오소리, 스컹크, 라쿤, 박쥐 등 대부분의 포유류에 의해서 감염될 수 있다. 따라서 개를 비롯한 애완동물은 광견병 예방 백신을 맞아야 사람에의 전염도 막을 수 있으며, 대부분의 국가에서 애완동물에 대한 광견병 예방백신 접종을 강제하고 있다.(대한민국은 지방정부에서 애완견 견주에게 광견병 예방백신 접종을 강제함.) 사람끼리는 각막, 장기이식 등 특별한 경우를 제외하면 전염사례가 없다.
대한민국에서는 야생 너구리로 인한 감염이 위협이 되고 있으며, 이에 따라 야생동물의 광견병 감염 및 그로 인한 주민 피해를 막기 위해 야생동물의 먹이에 백신을 넣어 섭취시 항체를 갖도록 하는, 소위 미끼 백신을 야외에 살포하기도 한다.

## 예후

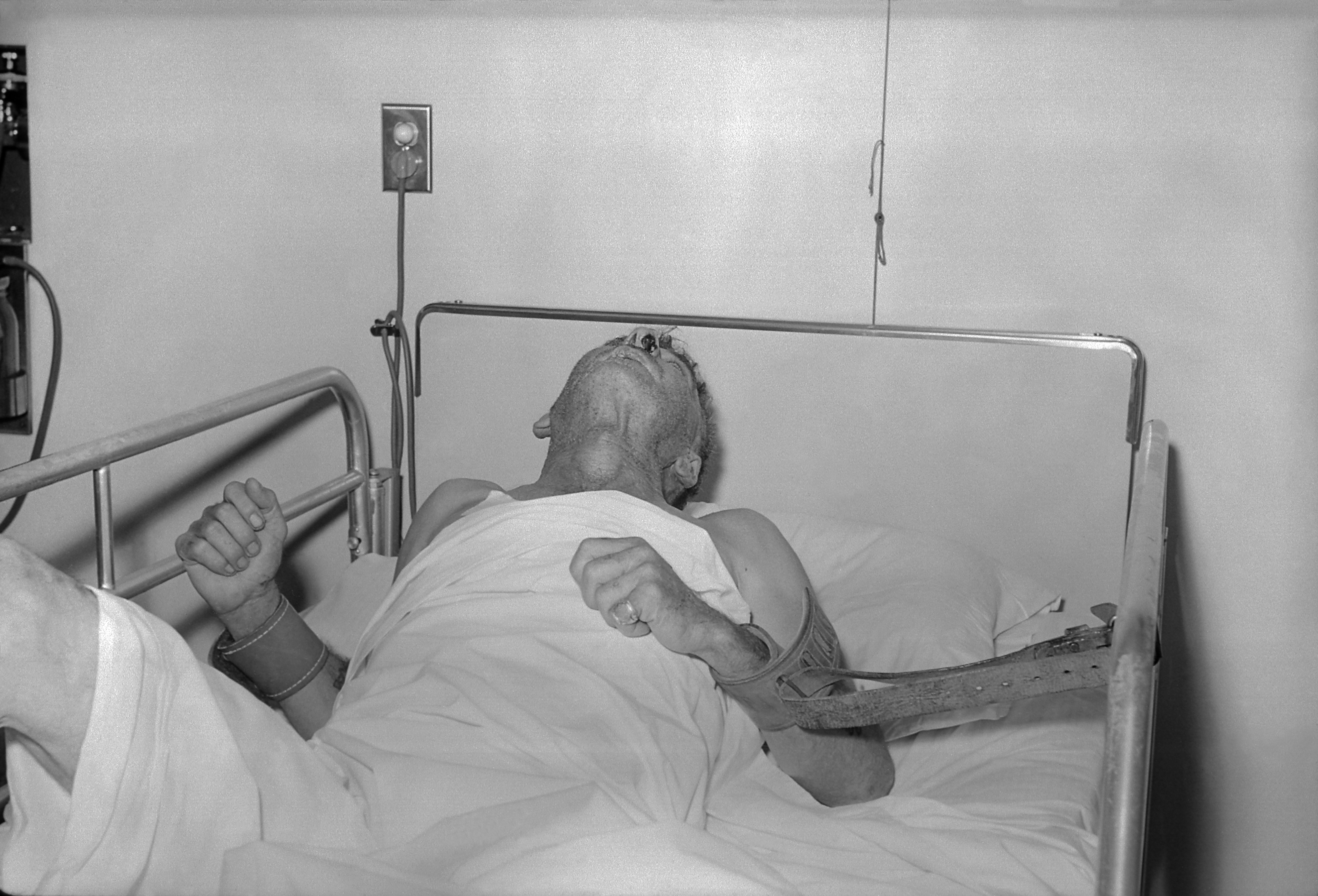
광견병 환자 (1959년)

광견병 바이러스는 신체의 신경 조직을 통해 뇌신경 조직으로 도달한 뒤에 실제 발병 증상을 나타내며, 원래 인간의 뇌에는 혈액 뇌 장벽(Blood Brain Barrier)이 존재하여 외부 물질을 막기 때문에 바이러스 등이 침투할 수 없으나, 광견병 바이러스는 RVG 단백질을 통해 이 장벽을 통과하여 뇌를 감염시킨다.
발병 이후에는 사실상 치료방법이 없고 거의 모든 환자가 사망한다. 하지만 사고직후 바로 응급처치를 한 경우, 또는 감염직후 발병 이전 잠복기에 백신치료를 받으면 살 가능성이 있다. 이것은 광견병 바이러스의 전달 속도가 하루에 몇 mm에서 수십 mm정도로 비교적 늦기 때문이다. 따라서 잠복기는 환자가 물린 부위에 따라 크게 달라진다. 즉, 얼굴을 물리는 것보다 발끝을 물리는 것이 시간을 좀 더 벌 수 있다. 뇌 주변을 통해 감염되면 잠복기가 2주 정도로 짧고, 그 반대의 경우는 몇 개월 이상이 될 수도 있으며 2년이 걸렸다는 기록도 있다.
한편, 2005년에 박쥐에 물린 뒤 잠복기를 거쳐 광견병이 발병한 미국인 청소년 제나 기즈를 백신의 도움 없이 밀워키 프로토콜을 적용해 치료한 사례가 있다.

### 발병 후 증상
초기에는 감기와 비슷한 증상 외에, 물린 부위에 가려움증이나 열을 느낀다. 병이 진행되면서 불안감, 공수증(물 등의 액체를 삼키게 되면 근육이 경련을 일으키고 심한 통증을 느끼기 때문에 생기는 물을 두려워하는 증상), 바람에 대한 두려움(감각 기관이 바람에 과민하게 반응하기 때문), 흥분, 마비, 정신 이상 등의 신경 이상 증상이 나타난다. 또한 햇빛에 대한 과민 반응이 일어날 수도 있다. 이러한 증상이 나온 후 2~7 일 뒤에 전신의 신경이나 근육이 마비를 일으켜 혼수상태에 빠지고, 호흡 장애로 사망하게 된다.
공수증과 뇌염 증상이 없이 처음부터 마비 상태에 빠질 수도 있다. 이러한 경우에는 뇌염 등의 다른 신경 질환과의 구별이 어려워 진단이 힘들며, 그 동안에 환자가 사망에 이를 수도 있다.

## 감염 시 대처방법과 백신

### 응급처치
광견병 바이러스는 비교적 약한 바이러스이기 때문에, 물린 직후에 상처를 비누 등으로 잘 씻고 소독약과 에탄올로 소독을 가하면 상당수가 사멸한다. 하지만 응급 처치 후 곧바로 백신 접종을 시작해야 한다. 잠복기 내에 필요한 횟수만큼의 예방 접종을 모두 받아야 하며, 물린 부위에 따라서는 접종 완료가 늦어져 실제 발병에 이를 수도 있다.
광견병 감염 의심 환자의 경우 백신과 함께 면역 글로불린 항체(immunoglobulin; 면역과 항체를 강화하는 물질)를 한 달 정도 처방받는 경우도 있다.
광견병 감염이 의심되면, 의료기관에 "언제, 어디서, 어떤 동물에게 물렸는가"를 알려주어야 한다. 타액으로 광견병 바이러스가 배출되는 것은 잠복기 이후 실제 발병보다 3~5일 이전이기 때문에(발병 13일 이전에 타액에서 바이러스가 발견된 기록도 있음), 광견병이 없어 보이는 동물에 물린 경우에도 주의해야 한다. 이런 경우에는 해당 동물을 잡아 일주일 정도 관찰하면서 광견병 발병 여부를 확인할 필요가 있다.

### 백신
광견병 예방 백신은 루이 파스퇴르와 에밀 루에 의해 1885년에 처음 개발되었다. 당시에는 소독법이 그다지 발전하지 않은 상황이어서 광견병 감염이 거의 대부분 발병으로 이어졌다. 또한 전자 현미경이 없었고 광견병 바이러스는 광학 현미경으로는 거의 보이지 않기 때문에 병원균의 실체를 알 수 없어 백신 제작에 어려움을 겪었다. 결국 병에 감염된 토끼의 뇌를 석탄산 처리한 후 말려 약화시킨 형태로 백신을 만들어냈는데, 이 백신을 처음 접종받은 환자는 조셉 마이스터(Joseph Meister)라는 개에 물린 아홉살 소년이었다.
광견병 바이러스를 처음으로 관측한 것은 1932년 독일 과학자 크놀과 루스카였다.
현재에는 세포 배양 조직을 이용하여 광견병 바이러스를 배양하여 만든 조직 배양 백신(PCECV)이 있다. 이것도 동물 뇌로 만든 백신과 같이 광견병 바이러스를 약화시켜 만든 백신이라고 할 수 있다. 지금도 파스퇴르가 개발한 것과 유사한 백신, 즉 동물 뇌로 만든 백신이 사용되고 있기는 하지만, 부작용이 심하고 면역효과도 떨어지는 편이라 현재 일부 개발도상국을 제외하면 조직 배양 백신이 널리 사용되고 있다.

## 유행 지역

광견병 청정 지역, 2006년 1월:
오스트레일리아, 뉴질랜드, 싱가폴, 피지, 파푸아뉴기니, 뉴기니섬의 인도네시아 일부 지방, 독일, 오스트리아, 괌, 하와이, 영국, 아일랜드, 노르웨이, 스웨덴, 핀란드, 아이슬란드, 일본, 대만, 사르데냐, 코르시카.

남극을 제외한 모든 대륙에서 감염이 확인되었다. 아시아, 아프리카를 중심으로 전 세계에서 매년 55,000명 정도가 사망하고 있다. 세계적으로 광견병이 거의 없거나 감염률이 현저히 낮은 국가는 일본, 영국, 아일랜드, 아이슬란드, 노르웨이, 스웨덴, 대만, 하와이, 괌, 피지, 오스트레일리아, 뉴질랜드, 몰디브, 태국 푸껫 등이며, 대부분 섬나라이거나 기후가 추운 국가들이다.

## 같이 보기
- 밀워키 프로토콜
- 광견병 바이러스
- 렙토스피라
- CPV
- CPIV
- 아데노바이러스
- CDV